# Halyna Sevruk
Halyna Sevruk (in ucraino Галина Севру́к?; Samarcanda, 18 maggio 1929 – Kiev, 13 febbraio 2022) è stata un'artista e attivista ucraina.

## Biografia
Era figlia di Sylvester Sevruk, discendente di una famiglia di immigrati polacchi, e Iryna Hryhorovyč-Barska, discendente della famiglia Barskyi e parente di Ivan Hryhorovych-Barskyi . La famiglia si trasferì a Charkiv nel 1930 per poi insediarsi a Kiev nel 1944. Attraverso le sue opere d'arte promosse il concetto di libertà e di diritti umani nell'Unione Sovietica, motivo per cui fu espulsa dalle autorità sovietiche.